# Henry Grace a Dieu
«Генрі Грейс а'Дью» (фр. Henry Grace à Dieu — «Генріх милістю Божою») — англійська карака, спущена на воду в 1514 році. Найбільший військовий корабель свого часу, більший за розміром за сучасну йому «Мері Роуз». Флагман флоту англійського короля Генріха VIII.

## Передумови

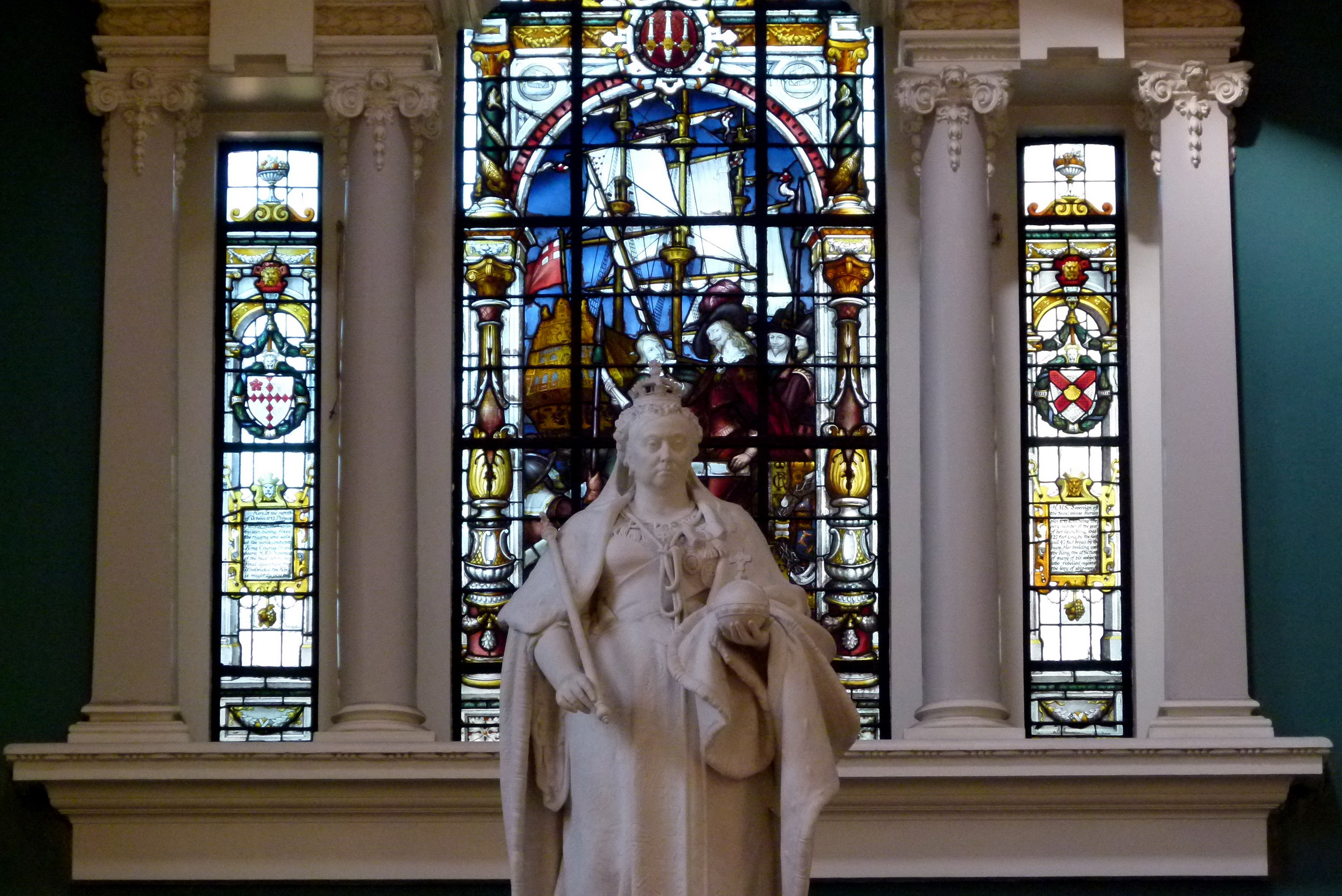
«Генрі Грейс а'Дью» на вітражі

В XV ст., за 100 років до Генріха VIII, англійський король Генріх V спустив на воду в 1418 році найбільший корабель того часу в Європі — двощоглову 1.400 тонну караку «Grace Dieu», озброєну трьома гарматами.
Ідея будівництва нового корабля виникла внаслідок спуску в 1511 році на воду в Шотландії караки «Michael» (також відомої як «Великий Мішель»), довжиною 73,2 метра і водотоннажністю 1.000 тон, яка стала найбільшим кораблем свого часу. Цю обставину англійська корона вважала неприпустимим викликом.
«Henry Grace a Dieu» став одним з найбільш амбітних військових проектів того часу в Європі і був побудований головним чином для підвищення престижу флоту Тюдорів.
«Французька» назва відразу не сподобалося англійським морякам і в просторіччі корабель частіше іменували «Великий Гаррі» (англ. Great Harry), як його стали називати ще під час будівництва на корабельні .

## Технічні характеристики
«Генрі Грейс а'Дью» став першим кораблем в Європі, що мав дві гарматні батареї (два дека) в головному корпусі. Через це його вважають родоначальником дво- і трьодечних лінійних кораблів, що складали головну ударну силу військово-морських флотів аж до появи броненосців в 60-х роках XIX століття. Корабель додатково мав по чотири гарматних дека в носовому і кормовому кастелі.
Корабель було закладено восени 1512 року корабельним майстром Вільямом Бондом (англ. William Bond) на корабельні у Вулвичі і спущено на воду 13 червня 1514 року. Вартість будівництва і оснащення склала близько 14 тисяч фунтів стерлінгів. Водотоннажність становила близько 1.500 тон і на момент спуску на воду це був найбільший і найпотужніший в плані озброєння корабель в світі.
«Генрі Грейс а'Дью» мав чотири щогли і бушприт. Корабель вперше було оснащено складеними, а не одно-стовбуровими щоглами (на зображенні Ентоні Ролла чітко видно стеньгу на грот-щоглі). Кліверів і стакселів на бушприті ще не було, але на ньому підіймався блінд (пряме вітрило).
Озброєння на момент введення в експлуатацію включало 43 важких гармати і 141 легких, більше половини з яких — найменшого калібру. Гармати розміщувалися по двох палубах, на носових і кормових надбудовах (кастелах), а також на марсах. Запас пороху становив 4.800 фунтів крупнозернистого і 14.400 фунтів дрібного. Запас боєприпасів на кожну гармату складав, в залежності від калібру, від 60 до 120 ядр. Гармати на кораблі заряджалися вже картузами, що виготовлялись на судні, а не шуфлами. В озброєння корабля входило також близько 500 луків, 200 пік, велика кількість стріл і дротиків.
Якірні канати були в 20 і 22 дюйма (довжина ланки), крім того, був один 8-ми дюймовий перлінь. Довжина вимпела складала 51 ярд. Шлюпбалки ще не були винайдені і шлюпки стояли прямо на палубі.

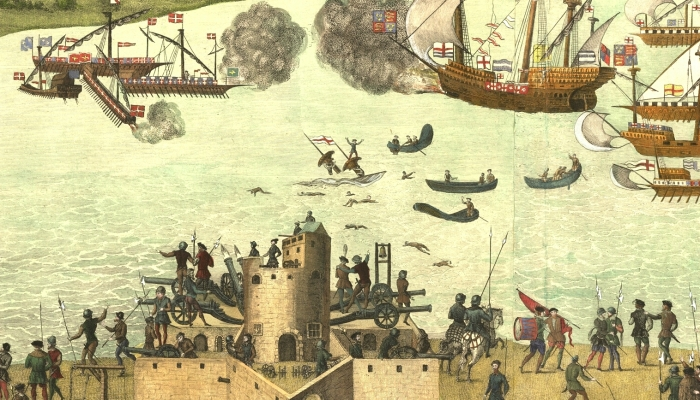
«Великий Гаррі» відбиває спробу французького вторгнення в 1545 р. По центру затонула «Мері Роуз».

Свого часу «Великий Гаррі» був найкращим кораблем англійського флоту, хоча його високий корпус безсумнівно мав сильно «парусити» і важко припустити, щоб він міг ходити гострими курсами проти вітру. Вже перші місяці експлуатації розкрили ряд істотних недоліків корабля, серед яких головними стали його низька маневреність і нестійкість при хвилюванні, що негативно позначалося на точності артилерійського вогню.
З урахуванням цих зауважень в 1536 році корабель реконструювали на корабельні в Ері (одночасно із Мері Роуз). Висота корпусу була зменшена, тоннаж знизили до 1.000 тон, число гармат скоротили до 151, повний екіпаж зменшили до 700—800 чоловік (301 матрос, 50 артилеристів, також він міг брати на борт 349 військових). Корабель отримав поліпшене і інноваційне розташування рангоуту і вітрильного озброєння з чотирма трьох-секційними щоглами. Дві передні щогли несли по три прямих вітрила (фок, грот, марселі і брамселі), а дві задні щогли несли п'ять латинських вітрил, що істотно спрощувало роботу з вітрилами і забезпечувало рівномірний розподіл сили вітру. Корабель став більш швидкісним і маневреним.

## Історія

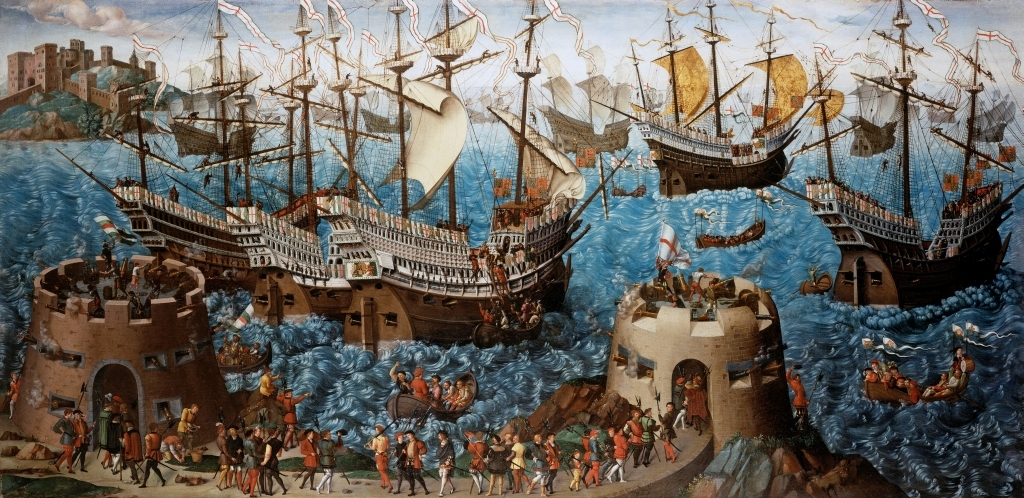
Генріх VIII сідає на корабель в Дуврі

Генріх VIII, для зустрічі з французьким королем Франциском I на «Полі золотої парчі», здійснив 31 травня 1520 року на «Великому Гаррі» перехід з Дувра в Кале. Вітрила при цьому на кораблі були з парчі, марси, півбак, пів'ют і фальшборт прикрашені щитами з гербами, а на марсах, краспицях і флагштоках майоріло безліч прапорів, гвідонів та вимпелів.
Як відповідь англійському «Великому Гаррі», французи побудували чотирищоглову караку «Grande Françoise», яку було спущено на воду лише в 1535 році.
У військових діях «Великий Гаррі» брав участь не часто і був скоріше «дипломатичним зброєю» Тюдорів, більшість часу перебуваючи на якорі в гавані.
Найбільшим його боєм стала захист Портсмута від французького флоту в 1545 році. В битві в протоці Солент, що відбулась 19 липня 1545 року, знерухомлений в умовах штилю корабель було значно пошкоджено вогнем з маневрених французьких гребних галер. Проте, на відміну від другої за розміром караки англійського флоту — «Мері Роуз», що також брала участь у цьому бої і була потоплена французькими галерами, «Великий Гаррі» залишився на плаву.
У 1547 році корабель перейменували в «Едуард VI» на честь нового короля.

В 1553 корабель згорів на якірній стоянці у Вулвчі. Єдиним «прижиттєвим» зображенням корабля є малюнок Ентоні Ролла. 

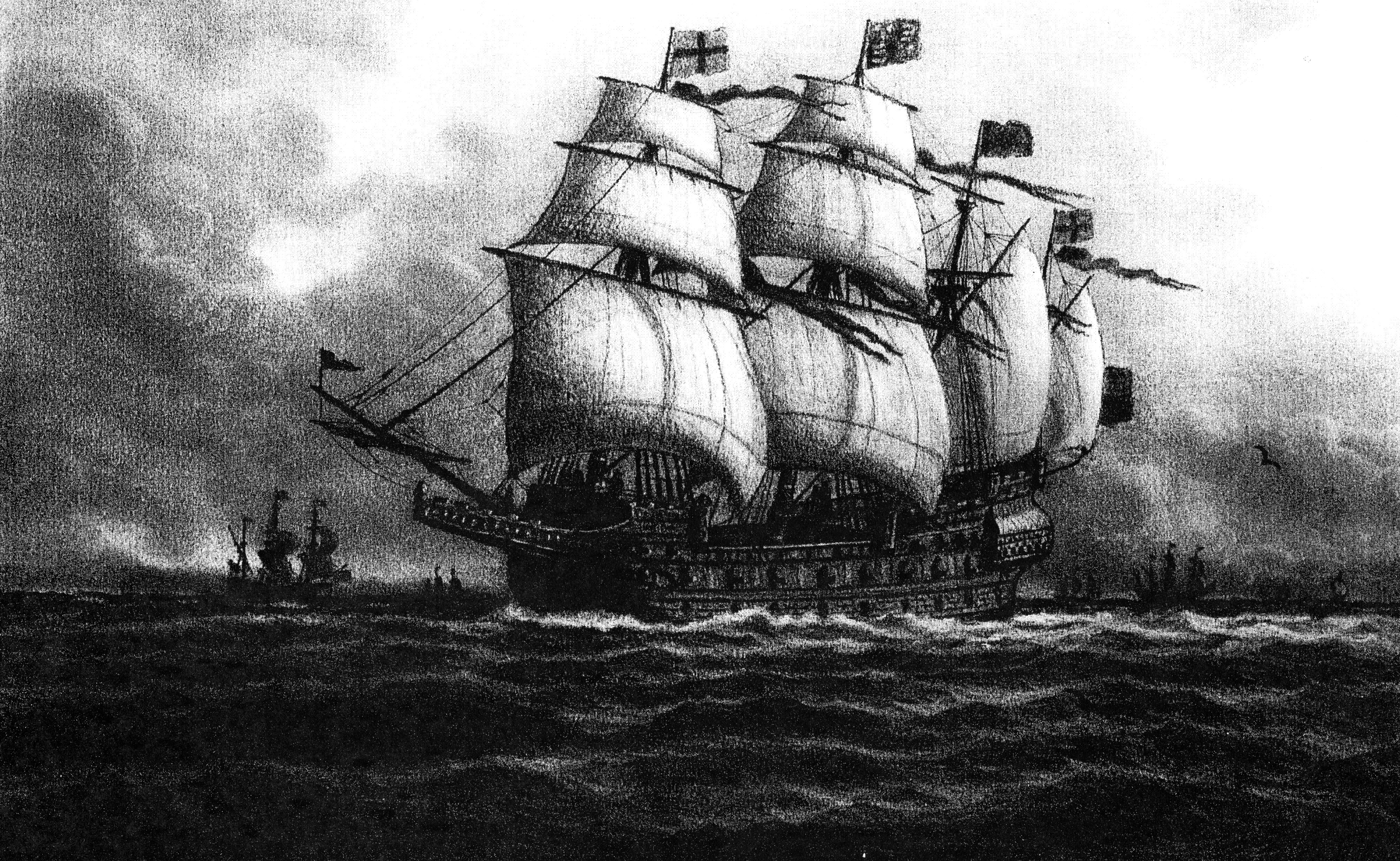
«Великий Гаррі» Гравюра 1893 року